# يو إف سي ليلة القتال: روزينسترويك ضد غان
يو إف سي ليلة القتال: روزينسترويك ضد غان (بالإنجليزية: UFC Fight Night: Rozenstruik vs. Gane)‏ هو حدث لفنون القتال المختلطة نظمته يو إف سي، أُقيم في 27 فبراير 2021، على يو إف سي أبيكس في إنتربرايز، نيفادا، الولايات المتحدة.